# Huang Chun-Ta
Huang Chun-Ta (23 de enero de 1985) es un deportista taiwanés que compitió en judo. Ganó dos medallas de bronce en el Campeonato Asiático de Judo en los años 2007 y 2013.

## Palmarés internacional
| Representando a China Taipéi |                     |                   |           |
| Campeonato Asiático          |                     |                   |           |
| Año                          | Lugar               | Medalla           | Categoría |
| 2007                         | Kuwait (Kuwait)     | Medalla de bronce | –73 kg    |
| 2013                         | Bangkok (Tailandia) | Medalla de bronce | –73 kg    |